# Будьмо білорусами!

Кадр з мультфільму «Будзьма беларусамі!»

Будьмо білорусами! (біл. «Будзьма беларусамі!») — перший професійно зроблений анімаційний фільм білоруською мовою, присвячений історії Білорусі від «початку часів» до 1991 року. Мультфільм є продуктом спільного проекту «БудзьмаTUT», культурологічної компанії «Будзьма беларусамі!» та інтернет-порталу «TUT.BY». Автор ідеї твору — Юлія Ляшкевич, художник-аніматор — Юлія Рудницька, автор тексту — Лявон Вольський, озвучення — Олександр Помідоров.
Офіційно проголошена мета проекту — зацікавити широкі кола глядачів історією та культурою білоруського народу. З метою осучаснення подачі матеріалу, звуковий ряд мультфільму виконаний в формі читання репу, текст якого описує основні події в історії білоруської державності та білорусів.
Після офіційного виходу (28 травня 2011 року) за кілька днів мультфільм став найбільш завантажуваним відео в білоруському сегменті Інтернету, а також увійшов в першу десятку рейтингу сайту YouTube.